# Palacio de Justicia de Lyon
El palacio de Justicia de Lyon (en francés, Palais de Justice Historique de Lyon), cuya decoración interior está catalogada Monument Historique, es un edificio situado en el quai Romain-Rolland (orilla derecha del Saona), en el distrito 5 de Lyon, Francia, en pleno centro del Vieux Lyon. Debido a las columnas en la fachada del edificio, el palacio es denominado a veces «Palacio de las veinticuatro columnas» («Palais des vingt-quatre colonnes» / «Le Palais de Justice des 24 Colonnes»).
Alberga el Tribunal de lo Penal del Ródano, los servicios del Tribunal de Apelación de Lyon y el servicio administrativo judicial interregional del Centro-Este.

## Historia

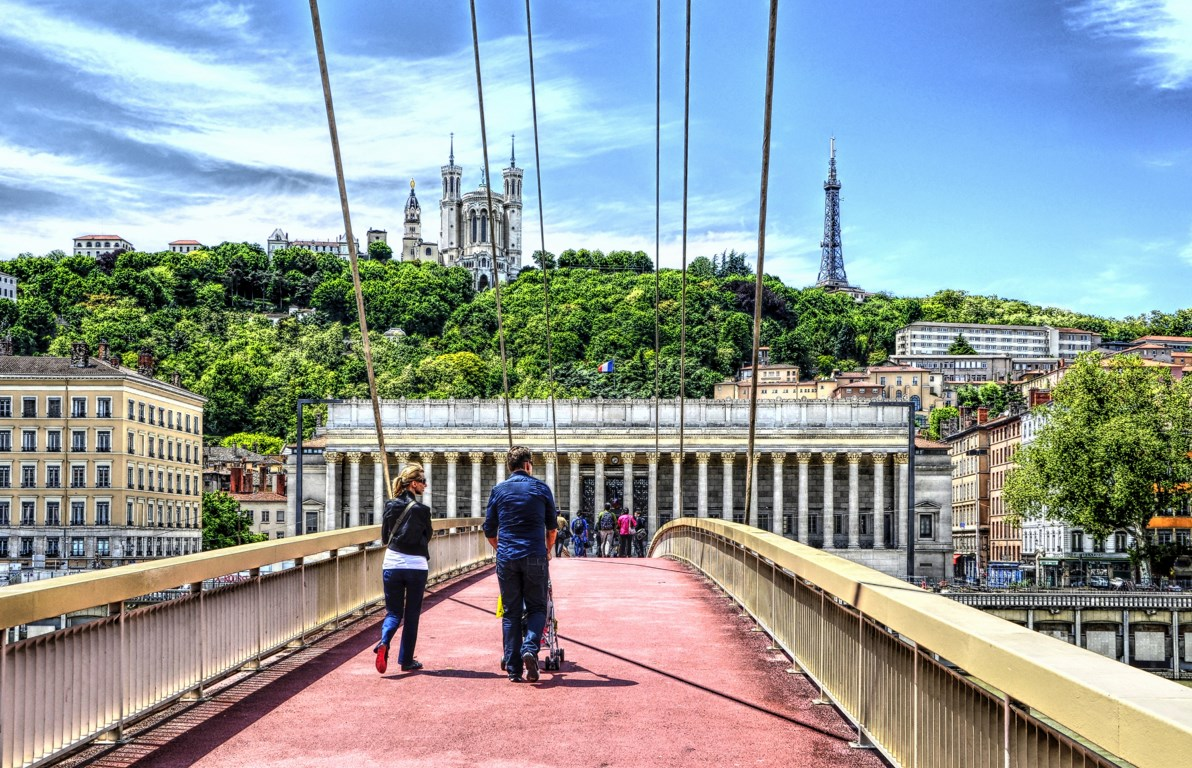
El palacio con la pasarela en primer plano y la Basílica Notre-Dame de Fourvière en segundo plano.

Tras la anexión de Lyon a Francia, el poder real instala un senescalado en la «Maison de Roanne», situada en el centro de la ciudad, que se convirtió a partir del siglo XV una casa de justicia. Tras el incendio de este edificio en 1622 se construyó un primer palacio de justicia, el «Palais de Roanne» que se derrumbó a finales del siglo XVIII.
Tras una reforma del sistema judicial, en 1828 empezó la primera fase del proyecto de reconstrucción del palacio con la adquisición del terreno y la elección del arquitecto Louis-Pierre Baltard, que ganó el concurso de arquitectura que se convocó para el diseño del edificio. La segunda fase, las obras de construcción del palacio, empezó en 1835, y finalizó en 1847. Es uno de los edificios neoclásicos más importantes de Francia. Los bajorrelieves representan La Ciudad de Lyon acoge las Artes, la Industria y la Agricultura (La Ville de Lyon accueille les Arts, l'Industrie et l'Agriculture) y fueron realizados en 1847 por el escultor Jean-François Legendre-Héral.
En 1995, la construcción de un nuevo palacio de justicia en el barrio de la Part-Dieu permite trasladar el tribunal de apelación y el tribunal de comercio de Lyon. El Tribunal de Apelación de Lyon y el Tribunal de lo Penal del Ródano se instalaron en lo que ahora se denomina el Palacio de Justicia «histórico».
En 2008 comienza una profunda renovación del edificio, que ha permitido mejorar las condiciones de trabajo de los magistrados, del personas así como el acceso del público, haciendo accesible el edificio a personas con movilidad reducida. También se ha revisado y reforzado la seguridad del edificio. Las obras se terminaron en mayo de 2012 con un coste de 44,85 millones de euros, financiados por el ministerio de justicia francés y 4,8 millones de euros financiados por el Consejo del Ródano. El palacio de justicia reabrió sus puertas el lunes 14 de enero de 2013, fecha en la que se celebró una audiencia solemne del Tribunal de Apelación de Lyon.

## Procesos célebres
- Agosto de 1894: Sante Geronimo Caserio, anarquista italiano y asesino del Presidente de la República Sadi Carnot, fue condenado a muerte
- Enero de 1945: Charles Maurras es condenado a cadena perpetua y a la indignité nationale por entendimiento con una potencia ennemiga y participación en una campaña de desmoralización del Ejército o de la nación con la intención de favorecer los intereses de Alemania
- Julio de 1987: Klaus Barbie es condenado a cadena perpetua por crímenes contra la humanidad cometidos durante la Segunda Guerra Mundial, en 1943 y 1944